# Curt Eisner
Jakob Curt Eisner (geboren 28. April 1890 in Zabrze, Deutsches Reich; gestorben 30. Dezember 1981 in Den Haag) war ein deutsch-niederländischer Metallhändler, Lepidopterologe und Entomologe. 

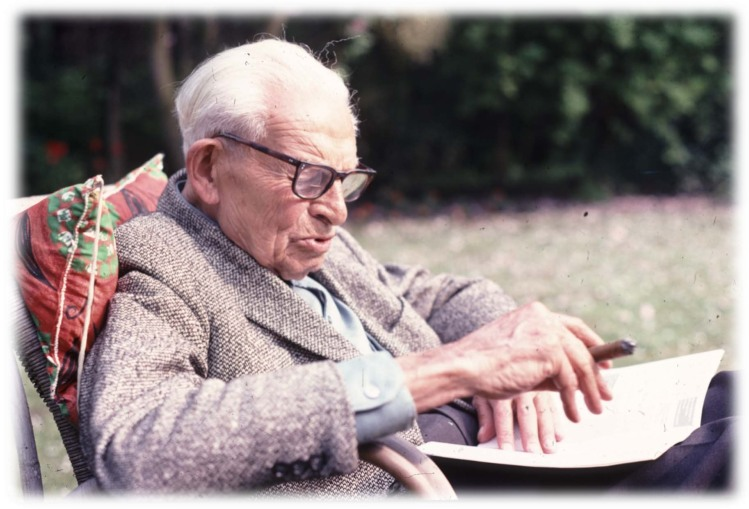
Curt Eisner (1974)

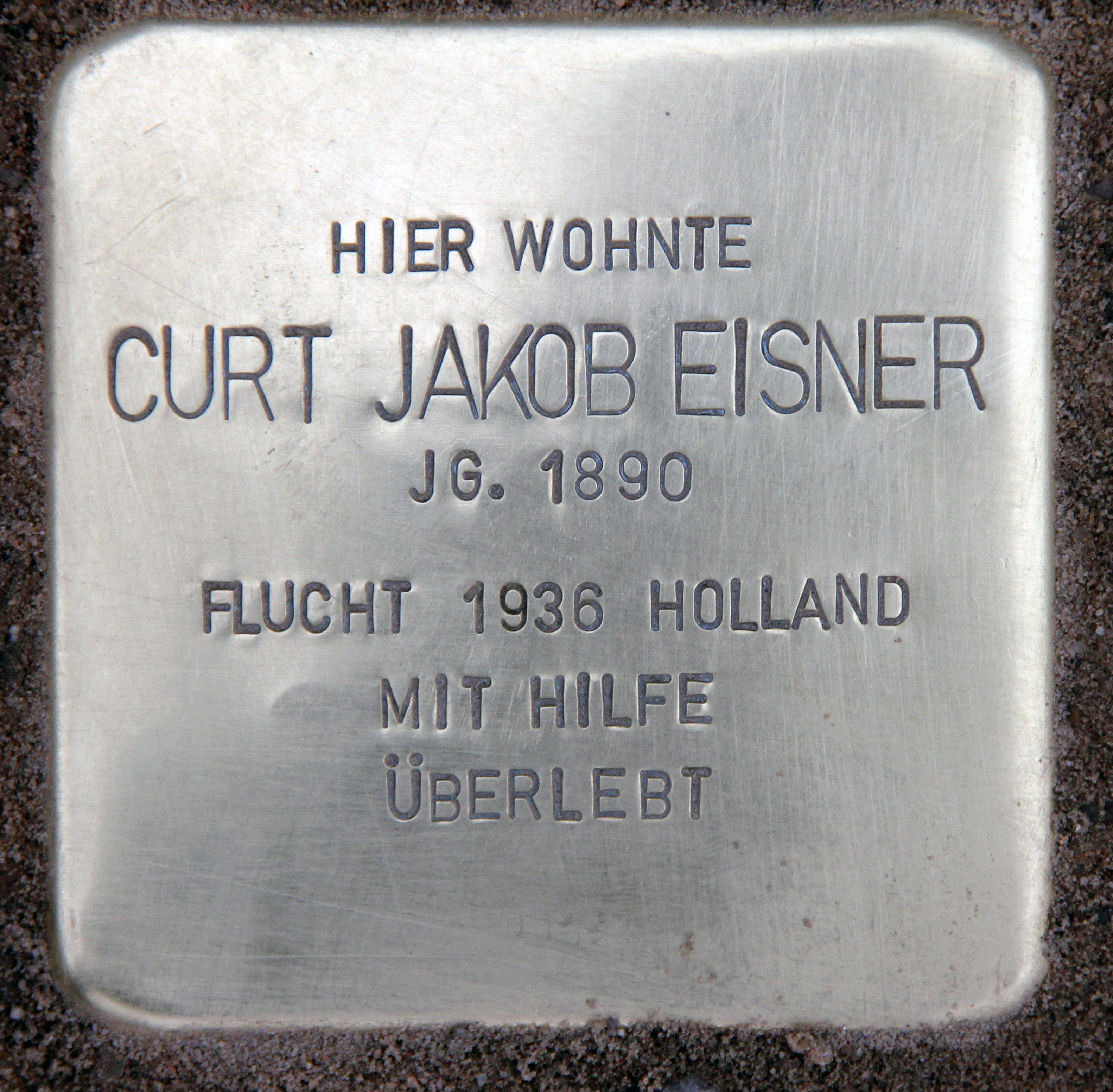
Stolperstein in Berlin

## Leben
Jakob Curt Eisner war ein Sohn des Kaufmanns Max Eisner (1859–1926) und der Clara Benjamin (1868–1952), sein Bruder Hans Edward Eisner (1892–1983) wurde Chemiker. Eisner heiratete Erna Grünthal (1897–1981), sie hatten zwei Kinder.
Seit den 1920er Jahren war Eisner Direktor des Handelsunternehmens Rawack & Grünfeld Eisenerz AG. Nach der Machtübergabe an die Nationalsozialisten floh er 1936 als Jude mit der Familie nach Den Haag in die Niederlande, wo er das in den Niederlanden gegründete Unternehmen Rawack & Grunfeld führte. Nach der deutschen Besetzung der Niederlande 1940 musste sich Eisner ab 1942 vor den Besatzern verstecken. Bis Kriegsende kam die Familie bei verschiedenen Angehörigen des niederländischen Widerstandes unter. Ab 1946 bis 1957 war er wieder Direktor der Verenigde Ertshandelmaatschappi Den Haag. 
Eisner war ein Schmetterlingssammler. Er traf 1927 auf den Entomologen Felix Bryk, und Bryk gab von 1930 bis April 1939 die von Eisner gesponserte wissenschaftliche Zeitschrift Parnassiana heraus. Eisner konnte seine Sammlung während der deutschen Besetzung im Rijksmuseum van Natuurlijke Historie in Leiden verstecken.  
Seine Sammlung von Parnassinae ging an das Naturalis in Leiden, seine Sammlungen von  Ornithoptera und Morphidae werden vom Museum für Naturkunde in Berlin verwahrt.

## Schriften (Auswahl)
- Felix Bryk, Curt Eisner: Eine neue Rasse von Parnassius simo. Neubrandenburg: G. Feller, 1930.
- Parnassiana nova, XII. Kritische Revision der Gattung Parnassius. (Fortsetzung 8). Zoöl. Meded. Leiden, 35 (4): p. 33–49, (1957).
- Parnassiana nova, XV. Kritische Revision der Gattung Parnassius. (Fortsetzung 10). Zoöl. Meded. Leiden, 35: p. 177–203, (1957).
- Parnassiana nova, XXXIII. Nachträgliche Betrachtungen zu der Revision der Subfamilia Parnassiinae. (Fortsetzung 6). Zoöl. Meded. Leiden, 38(17): p. 281–294, Taf. XXI–XXII, (1963).
- Parnassiana nova XLIX. Die Arten und Unterarten der Baroniidae, Teinopalpidae und Parnassiidae (Lepidoptera). Zool. Verhand. Leiden, 135: p. 1–96, (1974).
- Parnassiidae-Typen in der Sammlung J. C. Eisner, in: Zoologische Verhandelingen, Volume 81, 1966, Heft 1, S. 1–81.